# تاریخچه باشگاه فوتبال منچستر یونایتد

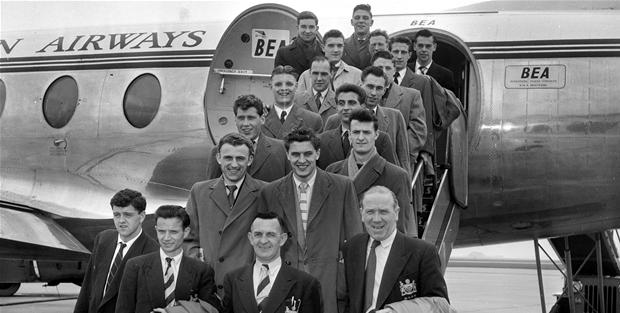
تصویری قدیمی از کارکنان و اعضای تیم فوتبال منچستر یونایتد

باشگاه منچستر یونایتد در سال ۱۸۷۸ تأسیس شده و از آن موقع تاکنون، تاریخچهٔ آن به چند بخش تقسیم می‌شود که برای اطلاع بهتر از آن می‌توانید مقاله‌های زیر را بخوانید:
- تاریخچه باشگاه فوتبال منچستر یونایتد (۱۹۴۵–۱۸۷۸)
- تاریخچه باشگاه فوتبال منچستر یونایتد (۱۹۶۹–۱۹۴۵)
- تاریخچه باشگاه فوتبال منچستر یونایتد (۱۹۸۶–۱۹۶۹)
- تاریخچه باشگاه فوتبال منچستر یونایتد (۲۰۱۳–۱۹۸۶)